# Nanchuan

Lage Nanchuans in Chongqing

Nanchuan (chinesisch 南川区, Pinyin Nánchuān Qū) ist ein südwestchinesischer Stadtbezirk der regierungsunmittelbaren Stadt Chongqing. Er hat eine Fläche von 2.602 km². Bei Volkszählungen in den Jahren 2000 und 2010 wurden in Nanchuan 631.853 bzw. 534.329 Einwohner gezählt.

## Jinfoshan-Nationalpark
Im Süden von Nanchuan befindet sich das Gebirge Jinfoshan (金佛山), nach dem der Jinfoshan-Nationalpark (金佛山风景名胜区) mit seinem berühmten Ginkgowald benannt ist. Auch der Taubenbaum (Cathaya argyrophylla) wächst hier. Seit 2014 zählt der Jinfoshan zum UNESCO-Welterbe „Karstlandschaften in Südchina“.

## Partnerschaften
Nanchuan unterhält mit der Stadt Linden, Guyana, seit 2011 eine Städtepartnerschaft.